# Gudmundus Petrejus Salverpianus
Gudmundus Petrejus Salverpianus, död 1619 i Åkers församling, Södermanlands län, var en svensk präst. 

## Biografi
Gudmundus Petrejus Salverpianus blev 1574 kyrkoherde i Säby församling. Han avsattes 1577 i och med den liturgiska striden. År 1580 blev han konrektor vid Nyköpings trivialskola. Han skrev under liturgin 1587. Salverpianus blev senare kyrkoherde i Ytterselö församling och 1588 i Åkers församling. Han avled 1619 i Åkers församling.

### Familj
Salverpianus var gift. Han fick en dotter som gifte sig med kyrkoherden Laurentius Raumundius i Turinge församling. En annan dotter gifte sig med kyrkoherden Lethovius.